# 德勒诺勒
德勒诺勒是一个位于中国甘肃肃北蒙古族自治县的湖泊，面积约为1平方千米，属于蒙新高原区。它的一级流域为内流区诸河，二级流域为柴达木内流区。